# Miskolc

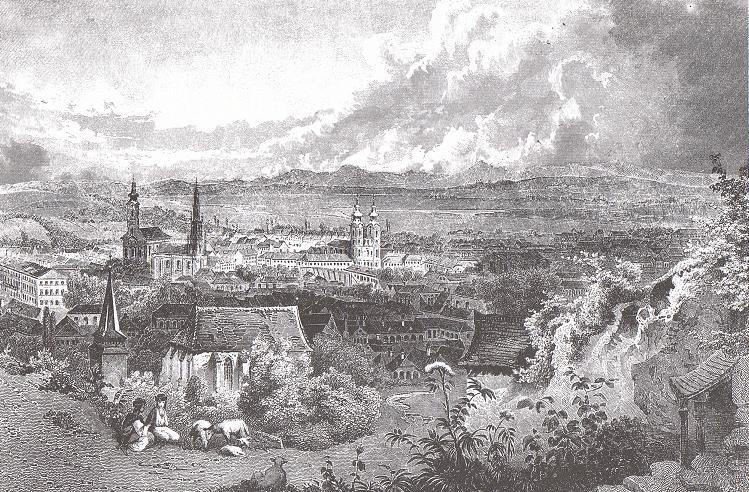
Miskolc um 1840

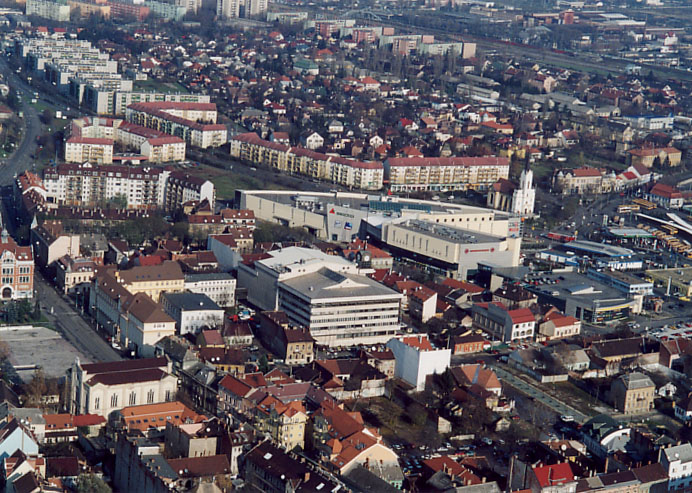
Luftaufnahme von Miskolc

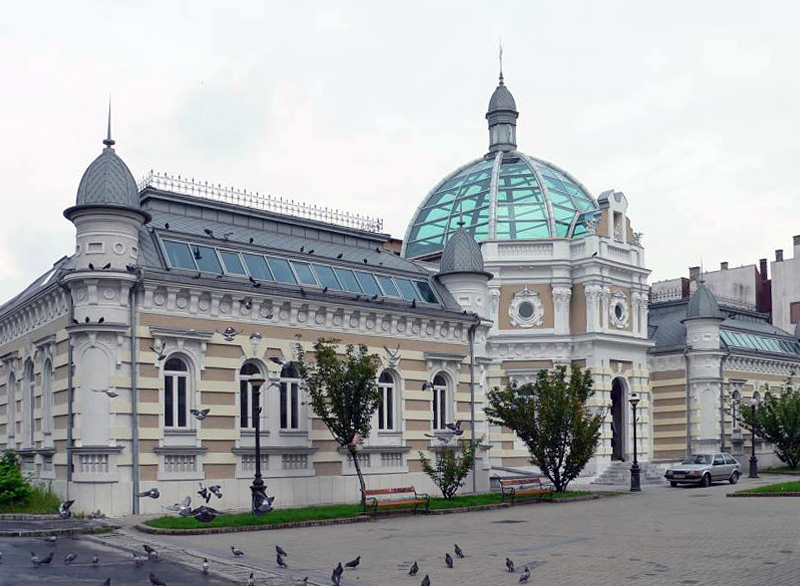
Elisabethbad

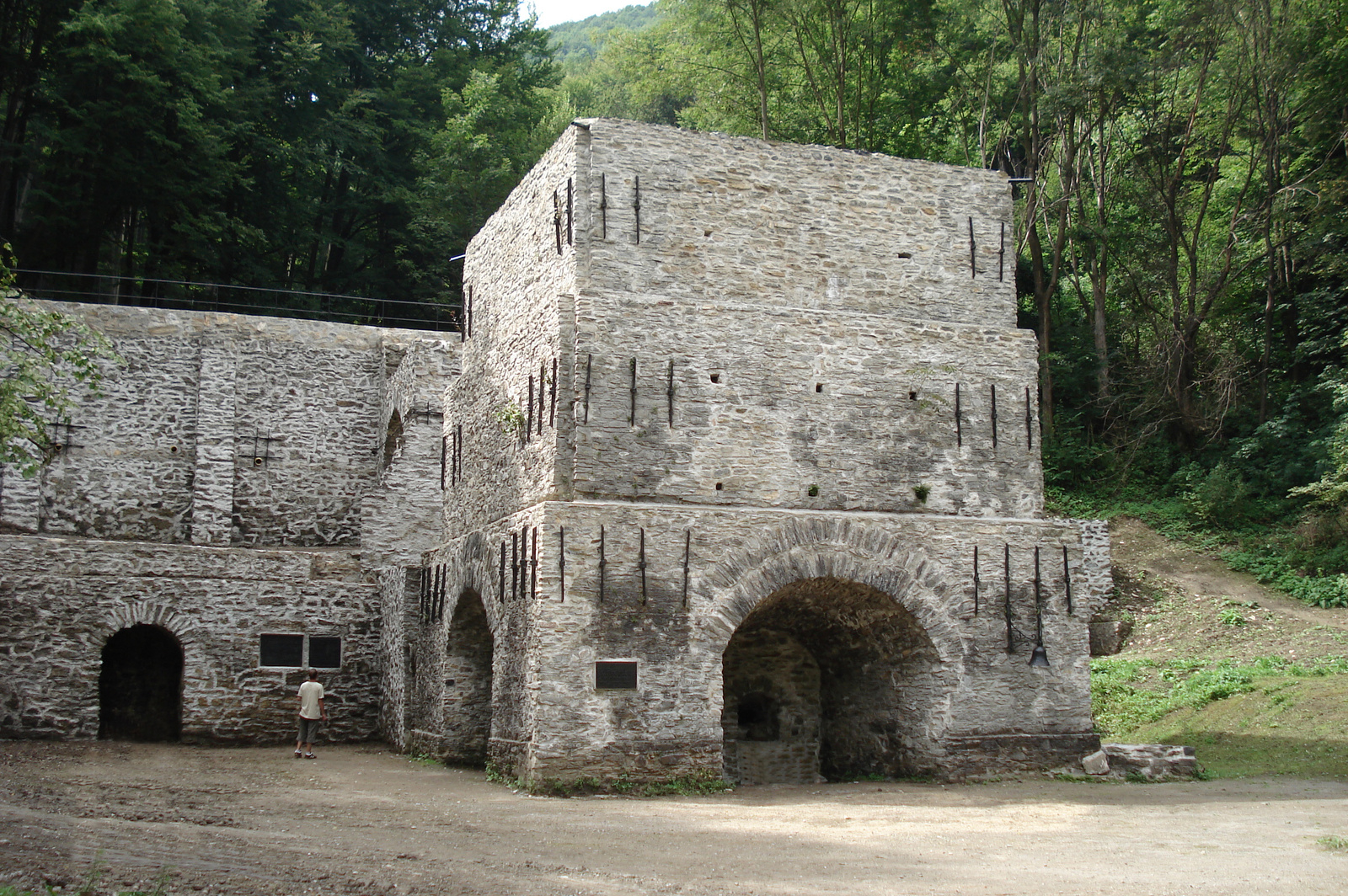
Der Eisenschmelzofen von Újmassa

Miskolc [ˈmiʃkolt͡s] ⓘ (deutsch Mischkolz), der Komitatssitz des Komitats Borsod-Abaúj-Zemplén, liegt im Nordosten von Ungarn. Mit der Einwohnerzahl von 143.502 (2024) ist Miskolc nach Budapest, Debrecen und Szeged die viertgrößte Stadt Ungarns und eine der 25 Städte mit Komitatsrecht. Miskolc liegt an den Ostausläufern des Bükk-Gebirges.
Die Stadt ist das Zentrum von Nordungarn, einer der sieben Regionen in Ungarn.

## Geschichte
Miskolc war in der Jungsteinzeit bewohnt, die ältesten archäologischen Fundstücke sind bereits 70.000 Jahre alt. Die frühesten bekannten Bewohner der Gegend waren die Kelten. Anstelle der heute noch bestehenden Burg Diósgyőr stand schon vor der Ansiedlung der Magyaren eine Festung.
Die Stadt bekam ihren Namen von der altungarischen Großfamilie Miskóc und wurde in den Gesta Hungarorum eines namentlich nicht bekannten Verfassers um 1200 so erwähnt: „que nunc uocatur miscoucy“ („welche jetzt Miskolc heißt“). Die Familie Miskóc verlor diese Gebiete 1312, weil sie in den Kämpfen gegen König Karl I. Robert den Máté Csák unterstützt hatte. Der König teilte nun das Land der Familie Széchy zu, unter deren Führung die Ortschaft sich zur Stadt entwickelte.
Miskolc bekam den offiziellen Status einer Stadt 1365 von König Ludwig, der auch die Burg Diósgyőr renovieren ließ und zum Eigentum der Krone erklärte. Die Stadt blieb bis 1848 in königlicher Hand.
Miskolc entwickelte sich schnell. Im 15. Jahrhundert hatte die Stadt schon 2000 Einwohner, doch diese schnelle Entwicklung verlangsamte sich während der osmanischen Eroberung. Die Stadt wurde von der türkischen Herrschaft 1687 befreit. 1724 wurde Miskolc zum Komitatszentrum von Borsod ernannt. Die erste Volkszählung fand 1786 statt und ergab, dass die Stadt damals 2414 Häuser und 14.179 Einwohner hatte.
Die wichtigsten Gebäude wurden während des 18. und 19. Jahrhunderts erbaut, so das Rathaus, das Komitatshaus, ein Theater oder die Synagoge.
Im 18. Jahrhundert gab es eine Holzmühle, eine Papierfabrik, eine Brauerei, eine Schießpulverfabrik und fünfzehn Mühlen am Bach Szinva. Die Glashütten und Eisenöfen entstanden im späten 18. und frühen 19. Jahrhundert. Der erste Eisenofen, der um 1770 von Henrik Fazola erbaut wurde, ist nicht erhalten, der zweite, 1813 von Friedrich Fazola erbaut, kann besichtigt werden. Im Bükk-Gebirge wurden mehrere neue Siedlungen gegründet, um den Arbeitern von Glashütten und Schmelzöfen Wohnraum zu bieten.
Ab der zweiten Hälfte des 19. Jahrhunderts beschleunigte sich die Entwicklung, teils aufgrund der politischen Situation (nach dem Ausgleich), teils aufgrund der neu gebauten Eisenbahnlinie. In Diósgyőr wurden ein großer Hochofen (der zweitgrößte des Landes) sowie mehrere weitere Fabriken gebaut. Auch der Bergbau gewann an Bedeutung.
Der nach dem Ersten Weltkrieg abgeschlossene Vertrag von Trianon löste eine starke Zuwanderung aus, als Tausende Optanten aus der neu gebildeten Tschechoslowakei nach Miskolc zogen. Im Jahr 1919 war Miskolc kurzzeitig Hauptstadt der Slowakischen Räterepublik, die sich aus Košice zurückgezogen hatte.
Innerhalb von vierzig Jahren verdoppelte sich die Bevölkerung. Die Industrialisierung ließ den Großraum Miskolc entstehen mit der Vereinigung von Miskolc, Hejőcsaba und Diósgyőr (1945) sowie mehreren umliegenden Städten und Dörfern (zwischen 1950 und 1981). In den 1980er Jahren beschäftigte die Metallfabrik mehr als 18.000 Arbeiter, die Produktion betrug über eine Million Tonnen pro Jahr. Die Einwohnerzahl erreichte einen historischen Rekord (über 200.000 Einwohner), zwei Drittel der Erwerbstätigen arbeiteten in der Schwerindustrie.
Der erste Luftangriff der Roten Armee erreichte die Stadt am 2. Juni 1944. 1949 wurde auf Beschluss des ungarischen Parlaments die Universität Miskolc gegründet. Bei der Gründung wurde die Uni als Technische Universität für Schwerindustrie mit drei technische Fakultäten (Maschinenbau, Bergbauingenieurwesen und Hüttenwesen) gegründet. Seit den 1980er Jahren wurde die Zahl der Fakultäten erweitert (juristische Ausbildung, Wirtschaftswissenschaften, Geisteswissenschaften und Gesundheitsausbildungen). Allerdings gibt es in Miskolc keine medizinische Ausbildung für Ärzte. 
In den 1970er und 1980er Jahren ist die Bevölkerungszahl der Stadt angestiegen, was den Bau von Wohnungen erforderlich machte. Zu dieser Zeit wurden an mehreren Stellen in der Stadt Plattenbausiedlungen gebaut, sie sind auch im Stadtzentrum zu finden, aber die größte derartige Wohnsiedlung ist Avas, mit mehr als 10.000 Wohnungen in Plattenbauten. Sie wurde zwischen 1973 und 1985 gebaut. 
In den 1990er Jahren verlor Miskolc seine wichtige Rolle in der Industrie. Nach dem Regimewechsel wurden viele ehemalige Fabriken und Staatsbetriebe in der Stadt und Umgebung geschlossen. Aus diesem Grund war die Arbeitslosenquote in den 90er Jahren hoch. Früher war Miskolc eines der Schwerindustriezentrums des Landes, zum Beispiel war hier das Stahlwerk Diósgyőr (früher bekannt als: Lenin-Hüttenwerk) tätig, das einer der größten Hüttenkomplexe des Landes und der größte Arbeitgeber der Stadt war. Der Komplex bestand bis in die 2000er Jahre, wurde dann aber aufgelöst. Die Bevölkerungszahl der Stadt ging weiter zurück. In den letzten Jahren siedelten sich mehrere Unternehmen in der Stadt an, so verfügt beispielsweise auch die Bosch-Gruppe über eine Fabrik. Am Stadtrand entstanden große Einkaufszentren.

## Demographie
| \| Jahr \| Einwohnerzahl \| Bemerkungen \| \| ---- \| ------------- \| ----------------------------------------------------------------------------------------------- \| \| 1786 \| 14.179 \| \| \| 1850 \| 16.345 \| \| \| 1870 \| 21.199 \| \| \| 1891 \| 30.408 \| \| \| 1930 \| 61.559 \| Vor dem Vertrag von Trianon (1920) war Miskolc die zwölftgrößte Stadt, danach die sechstgrößte. \| \| 1941 \| 77.362 \| \| \| 1950 \| 100.000 \| Seit 1949 die zweitgrößte ungarische Stadt \| \| 1960 \| 144.217 \| \| \| 1965 \| 163.600 \| \| \| 1985 \| 211.600 \| Bisher höchste Einwohnerzahl \| \| 1996 \| 191.885 \| \| \| 2001 \| 180.282 \| \| \| 2005 \| 175.701 \| \| \| 2015 \| 159.554 \| \| \| 2024 \| 143.502 \| \| |               |                                                                                                 |
| Jahr | Einwohnerzahl | Bemerkungen                                                                                     |
| 1786 | 14.179        |                                                                                                 |
| 1850 | 16.345        |                                                                                                 |
| 1870 | 21.199        |                                                                                                 |
| 1891 | 30.408        |                                                                                                 |
| 1930 | 61.559        | Vor dem Vertrag von Trianon (1920) war Miskolc die zwölftgrößte Stadt, danach die sechstgrößte. |
| 1941 | 77.362        |                                                                                                 |
| 1950 | 100.000       | Seit 1949 die zweitgrößte ungarische Stadt                                                      |
| 1960 | 144.217       |                                                                                                 |
| 1965 | 163.600       |                                                                                                 |
| 1985 | 211.600       | Bisher höchste Einwohnerzahl                                                                    |
| 1996 | 191.885       |                                                                                                 |
| 2001 | 180.282       |                                                                                                 |
| 2005 | 175.701       |                                                                                                 |
| 2015 | 159.554       |                                                                                                 |
| 2024 | 143.502       |                                                                                                 |

Nach den Angaben der Volkszählung im Jahr 2001 hat die Stadt 180.282 Einwohner, von denen 95,7 % Ungarn, 2,2 % Roma, 0,3 % Slowaken, 0,3 % Deutsche, 0,1 % Griechen und 1,4 % sonstige Völkergruppen sind.
2001 gab es in der Stadt 73.508 Wohnungen.

## Städtepartnerschaften
- Asan, Südkorea[5]

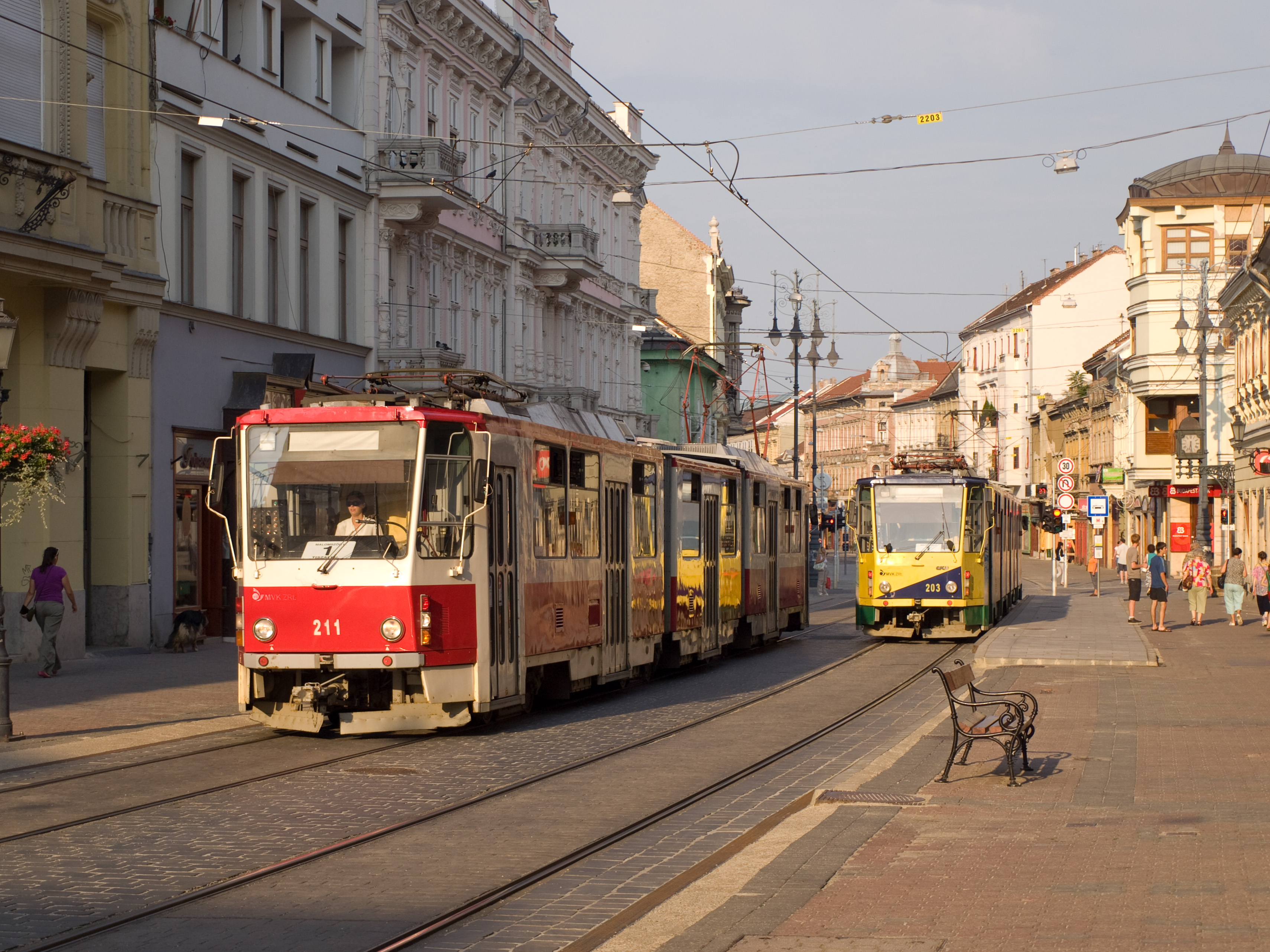
Straßenbahn Linie 1 auf der Széchenyi Straße

- Aschaffenburg, Deutschland[5]
- Burgas, Bulgarien[5]
- Cleveland, USA[5]
- Kayseri, Türkei[5]
- Katowice, Polen[5]
- Košice, Slowakei[5]
- Ostrava, Tschechien[5]
- Tampere, Finnland[5]
- Wologda, Russland[5]
- Yantai, China[5]

## Verkehr

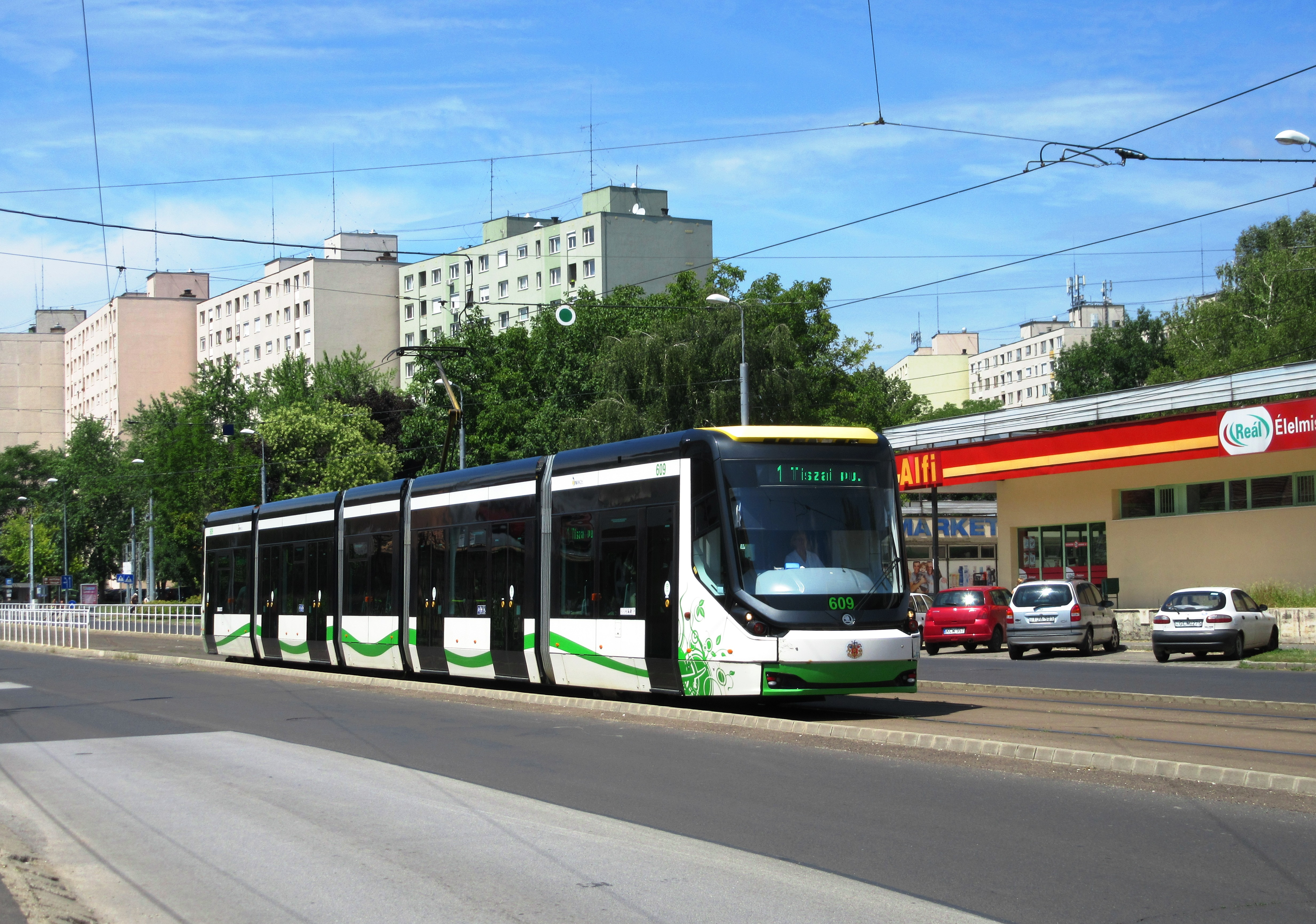
Neue Straßenbahn
(Typ: Škoda 26T)

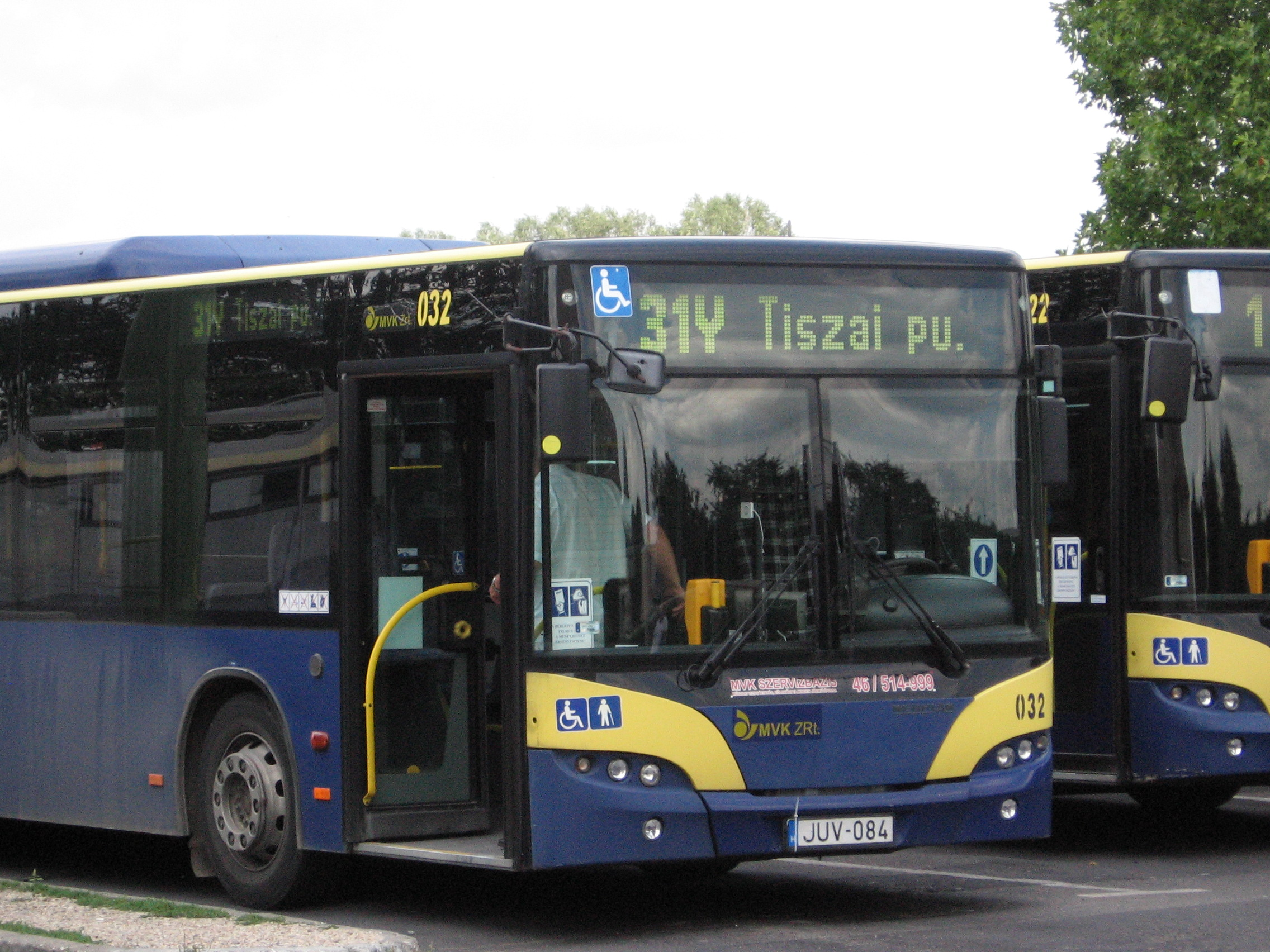
Neoplan-Bus, Centroliner N4522

- Nahverkehr: Netz der Straßenbahn Miskolc innerhalb der Stadt
- Autobahn: M3/M30 aus Richtung Budapest
- Eisenbahn: Intercitys und Schnellzüge von/nach Budapest und Debrecen, in die und aus der Slowakei usw., außerdem ein Rangierbahnhof
- Flughafen: Flughafen Budapest Liszt Ferenc in 180 km, Flughafen Košice (Slowakei) in 80 km, Flugplatz Miskolc

## Sehenswertes

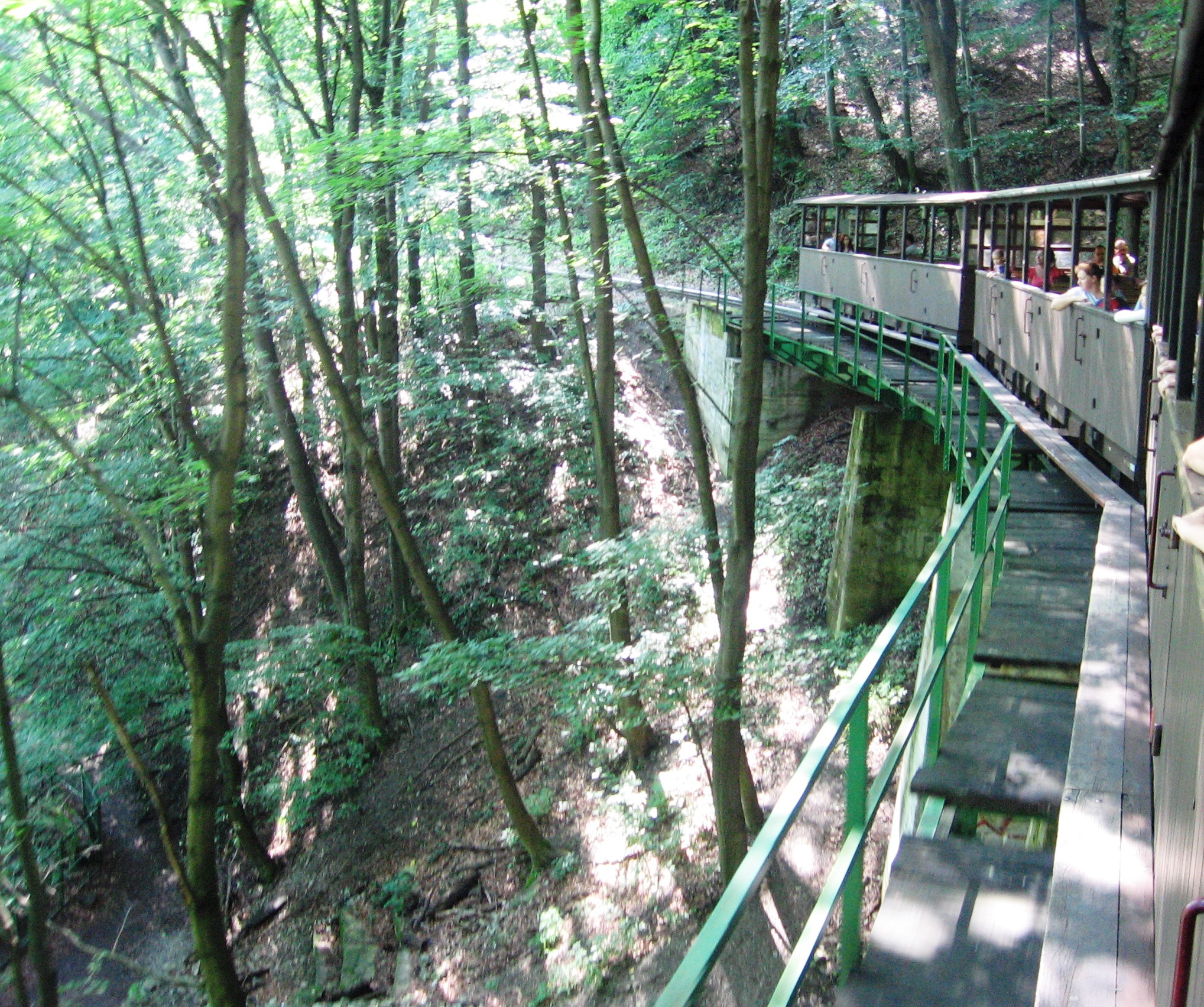
Waldbahn Lillafüred

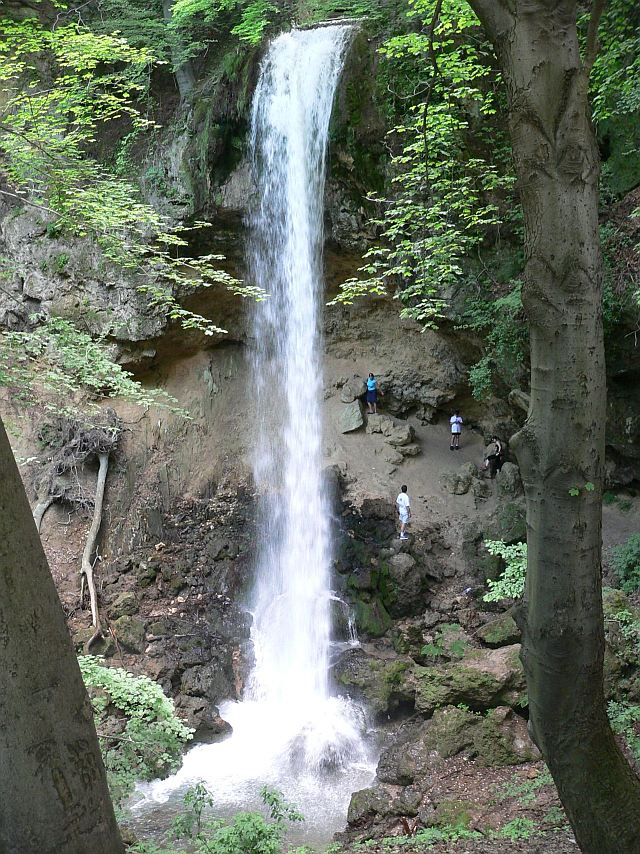
Der Lillafüred-Wasserfall, der größte Wasserfall Ungarns

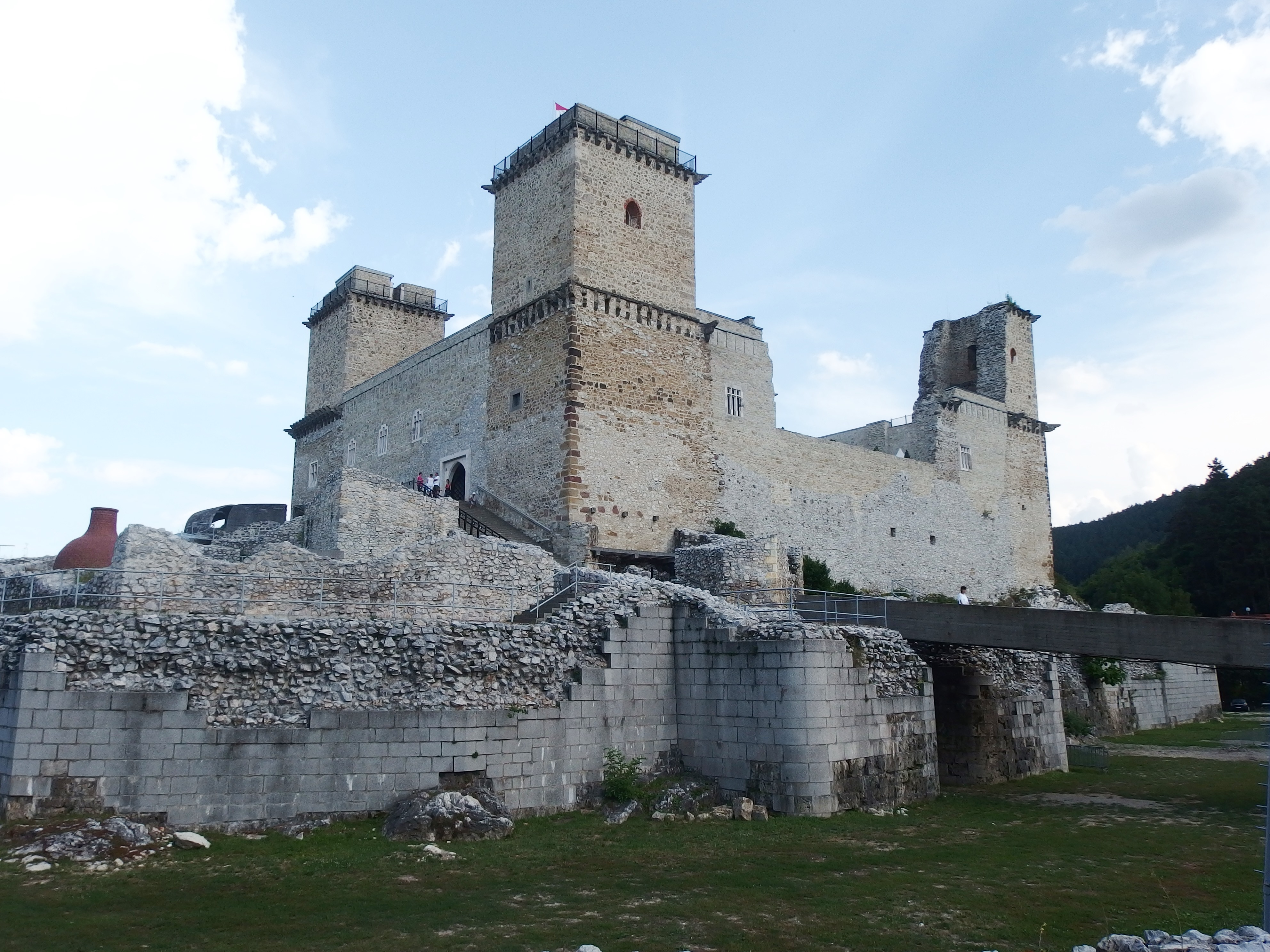
Die Ruinen der Burg von Diosgyör

- Ortsteil Lillafüred mit Schlosshotel, Tropfsteinhöhlen und Waldbahn Lillafüred
- Ortsteil Tapolca mit Thermalquellen und Höhlenbad sowie zahlreichen Hotels und Pensionen
- Die Burg Diósgyőr (1271 erstmals urkundlich erwähnt)
- Burgspiele (jährlich im Sommer)
- Ottó-Herman-Museum
- Fernsehturm Miskolc-Avas auf dem Avas-Berg
- Gotische Protestantische Kirche auf dem Avas-Berg
- Große Synagoge
- Holzkirche
- Internationales Opernfestival (jährlich)

## Sport
2009 wurden die Orientierungslauf-Weltmeisterschaften in der Region um Miskolc ausgetragen.
Im Motorradsport ist Miskolc durch seine Speedwayrennen überregional bekannt.
Der Eishockeyverein DVTK Jegesmedvék nimmt an der ungarischen Eishockeyliga und der Erste Liga teil. 2015 gewann er das Triple aus MOL Liga, Ungarischer Meisterschaft und Pokalsieg.

## Klimatabelle
|                       | Jan  | Feb  | Mär  | Apr  | Mai  | Jun  | Jul  | Aug  | Sep  | Okt  | Nov | Dez  |   |      |
| Mittl. Tagesmax. (°C) | 0,0  | 3,7  | 10,1 | 16,7 | 21,6 | 24,5 | 26,5 | 25,9 | 22,0 | 15,8 | 7,4 | 1,9  | ⌀ | 14,7 |
| Mittl. Tagesmin. (°C) | −6,3 | −3,9 | −0,6 | 4,3  | 9,0  | 12,3 | 13,6 | 13,0 | 9,5  | 4,5  | 0,7 | −3,7 | ⌀ | 4,4  |
|                       |      |      |      |      |      |      |      |      |      |      |     |      |   |      |
| Niederschlag (mm)     | 27   | 28   | 32   | 40   | 65   | 83   | 60   | 65   | 41   | 34   | 43  | 36   | Σ | 554  |
|                       |      |      |      |      |      |      |      |      |      |      |     |      |   |      |
| Sonnenstunden (h/d)   | 1,3  | 2,5  | 4,1  | 5,9  | 7,2  | 7,5  | 8,2  | 7,6  | 6,0  | 4,6  | 1,8 | 1,2  | ⌀ | 4,8  |
|                       |      |      |      |      |      |      |      |      |      |      |     |      |   |      |
| Regentage (d)         | 5    | 6    | 6    | 7    | 9    | 10   | 8    | 7    | 5    | 5    | 7   | 6    | Σ | 81   |
|                       |      |      |      |      |      |      |      |      |      |      |     |      |   |      |
| Luftfeuchtigkeit (%)  | 87   | 83   | 75   | 68   | 71   | 71   | 70   | 73   | 76   | 80   | 86  | 88   | ⌀ | 77,3 |

| −6,3 |

| −3,9 |

| −0,6 |

| 4,3 |

| 9,0 |

| 12,3 |

| 13,6 |

| 13,0 |

| 9,5 |

| 4,5 |

| 0,7 |

| −3,7 |

| −6,3 |

| −3,9 |

| −0,6 |

| 4,3 |

| 9,0 |

| 12,3 |

| 13,6 |

| 13,0 |

| 9,5 |

| 4,5 |

| 0,7 |

| −3,7 |